# Delphinium yanwaense
Delphinium yanwaense är en ranunkelväxtart som beskrevs av Wen Tsai Wang. Delphinium yanwaense ingår i släktet storriddarsporrar, och familjen ranunkelväxter. Inga underarter finns listade i Catalogue of Life.